# Донецкие новости
Региональный еженедельник «Донецкие новости» — первое независимое издание в Донецкой области; основан 3 декабря 1990 года, общий тираж составляет около 25 тысяч экземпляров. Редакция газеты «Донецкие новости» является членом УАИПП (Украинской ассоциации издателей периодической прессы). ООО "Редакция газеты «Донецкие новости» объединяет 4 ресурса:
- еженедельник «Донецкие новости»
- бесплатный рекламный еженедельник «Курьер „Донецких новостей“»
- новостной интернет-портал dnews.donetsk.ua
- служба доставки «Ваш курьер».

ООО «Редакция газеты „Донецкие новости“» входит в состав частного акционерного общества (ЧАО) «Сегодня Мультимедиа».

## Награды
Еженедельник «Донецкие новости» — обладатель премии «Золотой Скиф» в номинации «Лучший медиа-проект года»; победитель Третьего Всеукраинского конкурса прессы в номинации «Лучшая публикация на экономическую тематику», «Лучшая публикация на социальную тематику»; победитель XI Международного фестиваля прессы в номинации «Лучшее издание года».